# История Уильяма Маршала
История Уильяма Маршала (фр. L’histoire de Guillaume le Maréchal) — поэма из более чем 19000 строк в рифмованных куплетах на англо-нормандском языке, повествующая о биографии англо-нормандского рыцаря и аристократа Уильяма Маршала, 1-го графа Пембрука, первая известная биография средневекового рыцаря, дошедшая до нашего времени. Она была заказана его старшим сыном, Уильямом II, и Джоном д’Эрли, старым администратором Уильяма. Считается, что она была написана в 1225—1226 годах эмигрантом из Турени по имени Джон в южной валлийской марке. Её текст опирался на воспоминания соратников Уильяма, воспоминания тех, кому он рассказывал о своей ранней биографии, а также на документы из семейного архива. Рукопись в настоящее время находится в нью-йоркской библиотеке Моргана. Её текст был впервые издан в 1891—1901 годах французским исследователем Полем Мейером под названием «История Гийома ле Марешаля (Уильяма Маршала), графа Стригуила и Пембрука».

## Описание произведения
«История Уильяма Маршала» — расширенная поэма в рифмованных куплетах на англо-нормандском языке, представляющая подробное жизнеописание Уильяма (I) Маршала (ок. 1146/1147 — 14 мая 1219) — первого графа Пембрука и лорда-маршала Англии. Будучи младшим сыном мелкого дворянина, Уильям не имел наследства и земель. Свои молодые годы он провел в качестве странствующего рыцаря и успешного участника турниров. По мнению современников, являлся величайшим рыцарем христианского мира. Благодаря браку с Изабеллой де Клер, дочерью Ричарда Стронгбоу, Уильям получил титул графа Пембрука, что сделало его одним из богатейших аристократов Англии. Кроме того, после гибели старшего брата он унаследовал должность главного маршала. Он руководил королевской армией во время Первой баронской войны (1215—1217), был одним из гарантов Великой хартии вольностей 1215 года, а после смерти Иоанна Безземельного осуществлял функции регента Англии при его малолетнем сыне Генрихе III.
Текст написан минускулом чёрными чернилами, располагается в двух колонках на 127 страницах, всего 19214 строк. Буквицы — красные и синие, каждая украшена абстрактным узором.

## Сюжет
В поэме подробно описывается биография Уильяма Маршала, начиная с его детских лет и до самой смерти.
Основная часть «Истории» (около 2300 строк) посвящена участию Уильяма в турнирах, которые принесли ему славу и богатство. Он описан как непобедимый турнирный боец, однако к этому нужно относиться осторожно. Он предстаёт как рыцарь, который великолепно как обращается с оружием, так и ездит верхом. Кроме того, он проявляет жадность, хитрость, гордость и самодовольство.

## История создания

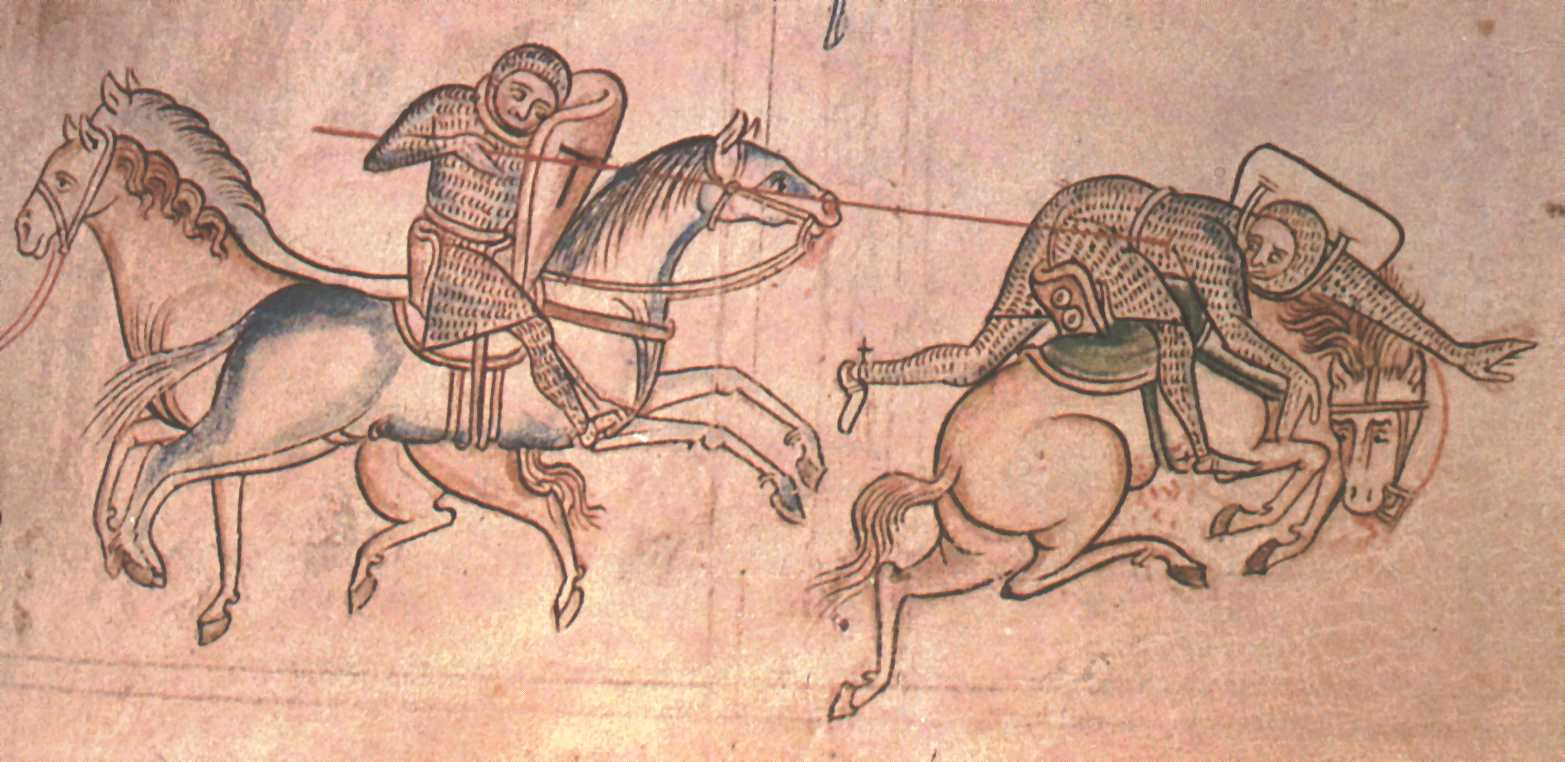
Рыцарский поединок между Уильямом Маршалом и Бодуэном де Гином. Миниатюра из «Большой хроники» Матвея Парижского, XIII век

Уильям Маршал умер в 1219 году. Его старший сын и наследник, Уильям Маршал, 2-й граф Пембрук решил почтить память своего отца, заказав поэму в духе романской эпопеи. Имя её автора — Джон, который, судя по всему, был эмигрантом из Турени. Первый редактор текста, Поль Мейер, предположил, что поэт начал писать «Историю» в 1224 году, когда Уильям (II) Маршал приплыл в Ирландию как королевский наместник. Вероятно поэт был оставлен в Валлийской марке, где находились основные владения Маршалов, чтобы тот закончил поэму к его возвращению. Он сообщает, что писал свой труд на деньги графа, но непосредственно контактировал со старым администратором Уильяма, Джоном д’Эрли. Судя по всем, 3/4 текста были готовы уже к февралю 1225 года, после чего, вероятно, не имея никаких известий о возвращении своего покровителя, около года не возвращался к работе. Только весной 1226 года он вновь обратился к поэме, которую закончил осенью того же года после возвращения графа. Возможно, что окончание поэмы было написано в порыве вдохновения.
Возможно, что на поэта повлияла созданная в 1193 году Джеральдом из Уэльса на латыни «Жизнь Джеффри Плантагенета, архиепископа Йоркского». Однако сам Джон писал на народном французском языке, хотя и существуют доказательства того, что он знал латынь.
Чтобы побольше узнать о жизни Уильяма Маршала, Джону пришлось предпринять немало усилий. В 1224 году все, кто могли рассказать о ранней биографии Уильяма, были мертвы: его последний из остававшихся в живых братьев, Генри Маршал, епископ Эксетер, умер ещё в 1206 году; Изабелла де Клер, вдова Уильяма, пережила мужа всего на 10 месяцев. Однако в домашнем хозяйстве оставались те, кто помнили Маршала; как минимум двое его старых сквайра знали Уильяма до 1183 года и помнили его рассказы о молодых годах, которые он часто повторял своим сыновьям. Также он просил тех, кто лично помнил события биографии Маршала после 1180 года делиться ими; одним из главных источников личных воспоминаний о нём был племянник покойного, Джон Маршал из Хингэма, который был его главным политическим советником и провёл немало лет в английской политике. Кроме того, Джон имел доступ к документам из семейного архива Маршалов в Южном Уэльсе, в числе которых были счета, уставы, реестры и корреспонденция Уильяма. Также он использовал одну латинскую хронику, которая помогла ему разобраться с самым ранним периодом истории Маршала, когда его отец активно участвовал в событиях 1140-х годов.
Источником для создания поэмы были воспоминания соратников Уильяма, воспоминания тех, кому он рассказывал о своей ранней биографии, а также документы из семейного архива.

## Рукописи
До нашего времени дошёл единственный текст «Истории», который является созданным в XIII веке списком с, вероятно, оригинальной неотредактированной рукописи. Однако известно, что в средние века существовало несколько списков произведения. 2 списка упоминаются в каталогах двух библиотек: один хранился в аббатстве святого Августина (Кентербери), второй — в цистерцианском аббатстве Бордесли (Вустершир) — он был получен из библиотеки Ги де Бошана, 10-го графа Уорика. Не исключено, что эти списки были сделаны в 1220-е годы в качестве подарка для детей Уильяма Маршала и со временем оказались рассеяны по Англии. Однако ни один из этих списков до нашего времени не сохранился.
Сохранившийся список «Истории Уильяма Маршала» был приобретён в конце царствования Елизаветы I либо сэром Джоном Сэвилом (ум. 1607), либо его братом, Генри Сэвилом (ум. 1622), ректором Итона. Возможно, что рукопись попала из какой-то монастырской библиотеки. В коллекции семьи Сэвилов она незамеченной пролежала до февраля 1861 года, когда вся библиотека Сэвилов, включавшая в себя средневековые тексты, не выставлявшиеся более 200 лет, была распродана на аукционе Сотбиса. В каталоге рукопись была включена в лот 51 и была названа «Нормано-французская хроника английских дел (в стихах), написанная англо-норманнским писцом в XIII веке». В торговом зале её заметил и просмотрел историк и лингвист Пол Мейер. Позднее он писал, что данный лот у него вызвал любопытство, поскольку в своих исследованиях он ранее никогда не сталкивался с упоминанием о французских стихах подобного типа. Во время торгов лот 51 был приобретён за 380 фунтов знаменитым антикваром и собирателем книг сэром Томасом Филлипсом, который также купил ещё 34 манускрипта из состава библиотеки.
Спустя много лет Мейер понял, что на аукционе видел важный труд — жизнеописание известного средневекового рыцаря Уильяма Маршала. Карьера его развивалась достаточно успешно, но он не мог забыть про рукопись. Несмотря на все усилия, он во всех доступных библиотеках не смог найти никаких упоминаний этой рукописи. Лот же 51 затерялся в частной коллекции Филлипса, которая насчитывала более 60 тысяч единиц, которую он разместил в своём поместье в Вустершире. Хотя он каталогизировал свои манускрипты и издавал их каталог, однако ни в одном не было никаких упоминаний о таинственной рукописи. Возможно это было связано с тем, что в 1863 году он решил перевезти библиотеку в большой дом в Челтнеме, что заняло 2 года. Кроме того, он не желал никого допускать к собранной им коллекции. Даже после его смерти в 1872 году ситуация не изменилась: на все письма Мейера наследники Филлипса не отвечали. Но Мейер, который к тому моменту уже был известным академиком, продолжал настаивать, пока осенью 1880 года Филлипсы не сдались и не разрешили ему доступ к библиотеке и скопировать текст. После долгих поисков в 1881 году рукопись была найдена: Филлипс присвоил ей номер 22155, но по какой-то причине не каталогизировал её по правилам, сам он её, скорее всего, не читал. Оригинал рукописи в итоге был куплен английским художником и мультипликатором Уильямом Хитом Робинсоном, а после его смерти — нью-йоркской библиотекой Пирпонта Моргана, где в настоящее время и находится как рукопись с номером M.888.
Внимательно изучив текст, Мейер понял, что перед ним не хроника и не художественное произведение. В рукописи была очень подробно изложена жизнь Уильяма Маршала, причём это была первая известная ему биография средневекового рыцаря, написанная в середине 1220-х годов. Он назвал этот манускрипт «Историей Уильяма Маршала». Параллельно с работой над ним он изучал другие упоминания о рыцаре, поскольку он был заметной фигурой своего времени, и его имя упоминалась в разных хрониках и документах. Изучению рукописи Мейер посвятил 20 лет своей жизни и издал её в 1891—1901 годах под названием «История Гийома ле Марешаля (Уильяма Маршала), графа Стригуила и Пембрука». Он не привёл перевод, сделал только исторический обзор на французском языке, а также обширные индексы и комментарии, которые сохраняют ценность и в настоящее время.
В 2002—2006 годах в Англии был издан комментированный перевод «Истории» на английский язык.

## Издания
- Meyer P., ed. L'histoire de Guillaume le Maréchal, 3 vols. — Paris: Renouard, 1891–1901. — (Publications de la Société de l'histoire de France).
  - Meyer P., ed. L'histoire de Guillaume le Maréchal. — Paris: Renouard, 1891. — Vol. 1. — 366 p. — (Publications de la Société de l'histoire de France).
  - Meyer P., ed. L'histoire de Guillaume le Maréchal. — Paris: Renouard, 1894. — Vol. 2. — 390 p. — (Publications de la Société de l'histoire de France).
  - Meyer P., ed. L'histoire de Guillaume le Maréchal. — Paris: Renouard, 1901. — Vol. 3. — 304 p. — (Publications de la Société de l'histoire de France).
- History of William Marshal, 3 vols / edited by A.J. Holden; with English translation by S. Gregory; and historical notes by D. Crouch. — London: Anglo-Norman Text Society from Birkbeck College, 2002—2006.